# مسخاطين
المسخاطين أو المسخطين أو المسخوطين منطقة فلسطينية تقع في الجنوب من مدينة الخليل، وتحديدياً في جنوب دورا بالقرب من قرية إمريش، وهي شبه هضبة جبلية وصخورها تدل على انها بقايا بركان قديم جدا ذات صخور سوداء تختلف عن صخور المنطقة كلها وتنحدر الصخور من الأعلى إلى اسفل المنحدر «باتجاه السيل» وهذا دليل على انها كانت سيل من الصخور المنصهرة نتيجة لبركان قديم جدًا.

## الاسم في المرويات الشعبية
تبعًا للصخور الضخمة الموجودة في المنطقة، المتعددة الأشكال، ظهرت رويات عديدة تفسّر أصل هذه الصخور، وأكثرها شيوعًا في المرويات الشعبية وما دلّ على اسم المنطقة، ما يرويه البعض بأنه كانت قافلة تسير في القدم استخدمت نعمة الله في غير موضعها رغم أن الإمكانات توفرت بين أيديهم، فسخطهم الله، وجثمت الصخور شاهدًا على ما يرويه الرواة، والملفت للنظر ان هذه الصخور في طبيعتها تختلف عن الصخور الموجودة في هذه المنطقة، وهي تقع في مساحة محدودة من المنطقة.